# Horace Daillion
Horace Daillion, nacido en París en 1854 y fallecido hacia 1937, fue un escultor francés.

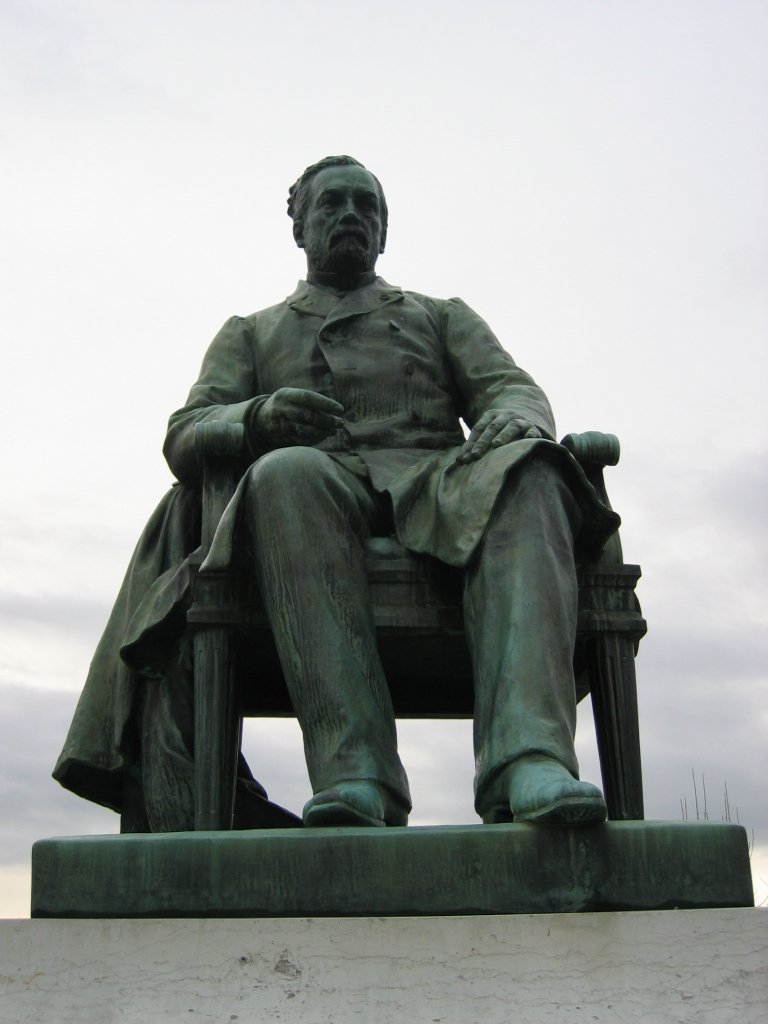
Monumento a Pasteur en Arbois, Jura, Francia.

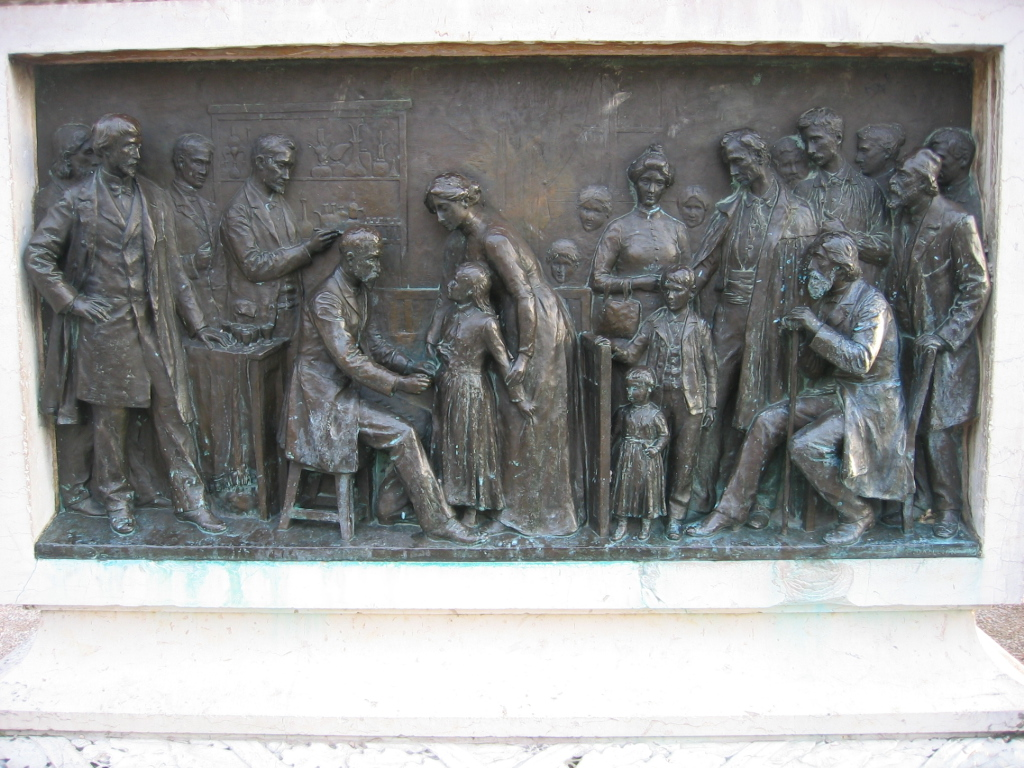
Relieve en la base del monumento a Pasteur en Arbois, Jura, Francia.

## Datos biográficos
Obtuvo el Premio del Salón de 1885.

## Obras
Entre las mejores y más conocidas obras de Horace Daillion se incluyen las siguientes:
- El Monumento a Pasteur en Arbois, Jura, Francia. 46°54′13″N 5°46′37″E / 46.90369156071075, 5.777027606964111

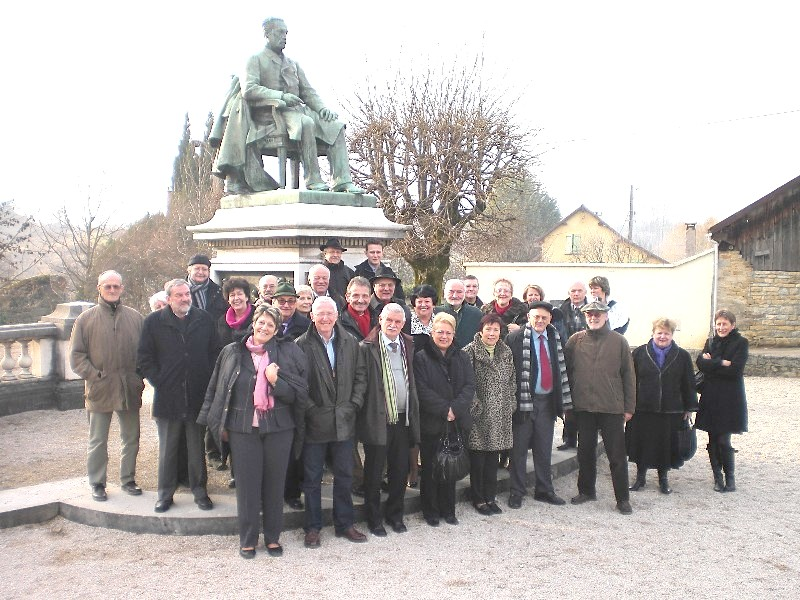
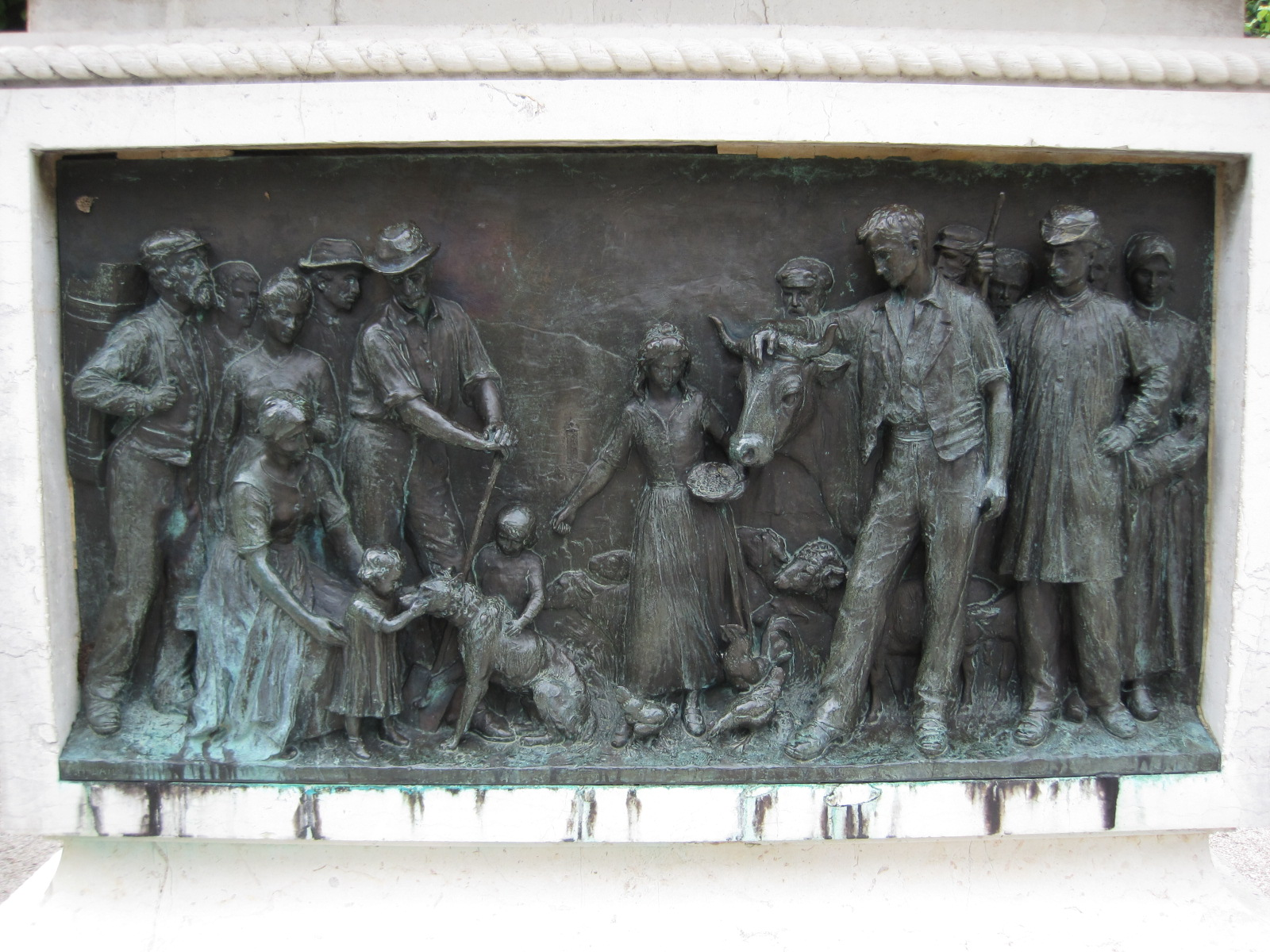
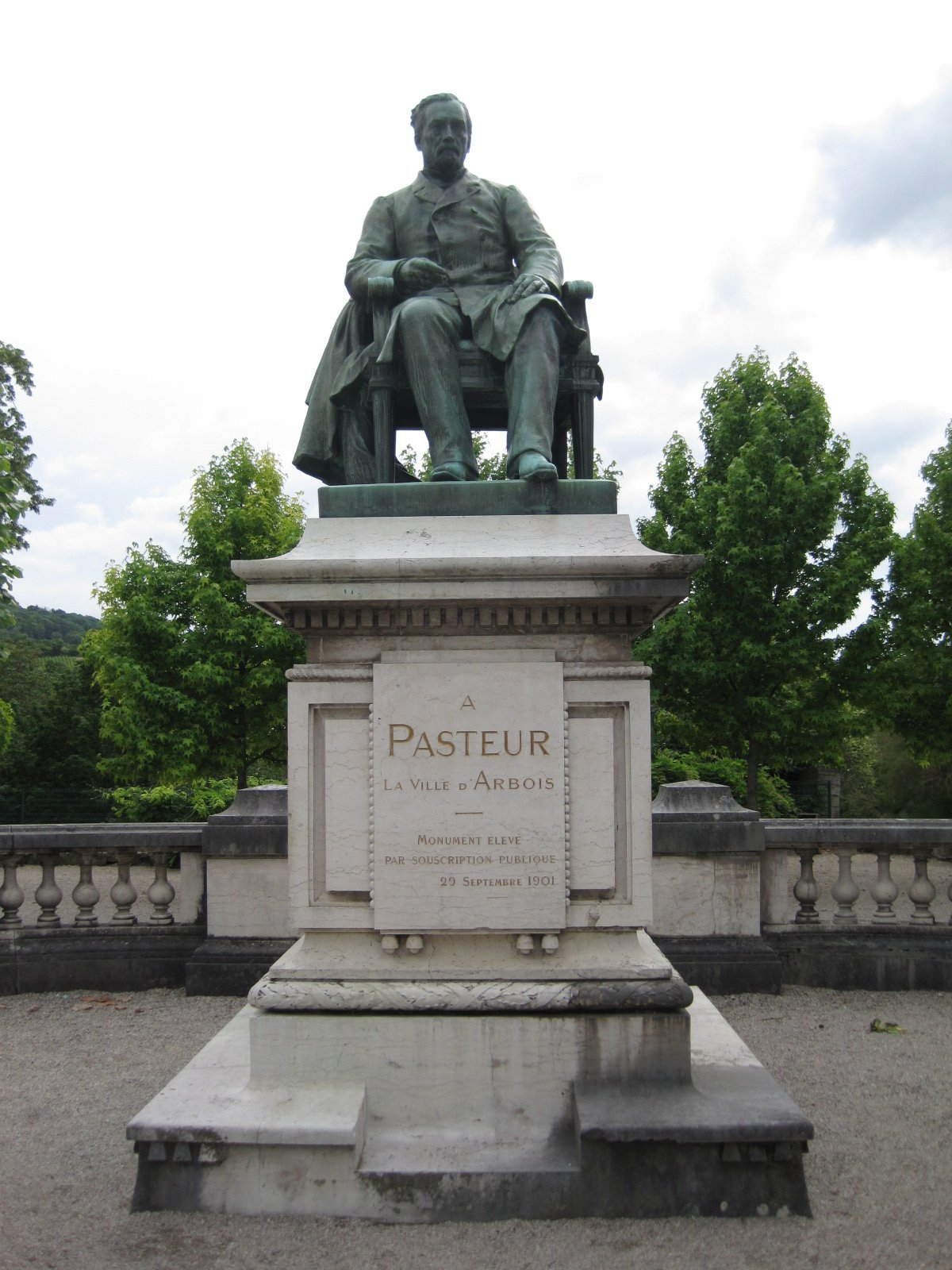

- Bonheur - Felicidad, grupo en yeso, expuesto en el Salón de 1885 y adquirido por el Estado francés

- Le Génie du sommeil éternel - El Genio del Sueño Eterno, Cementerio de Montparnasse, París, 1889, bronce

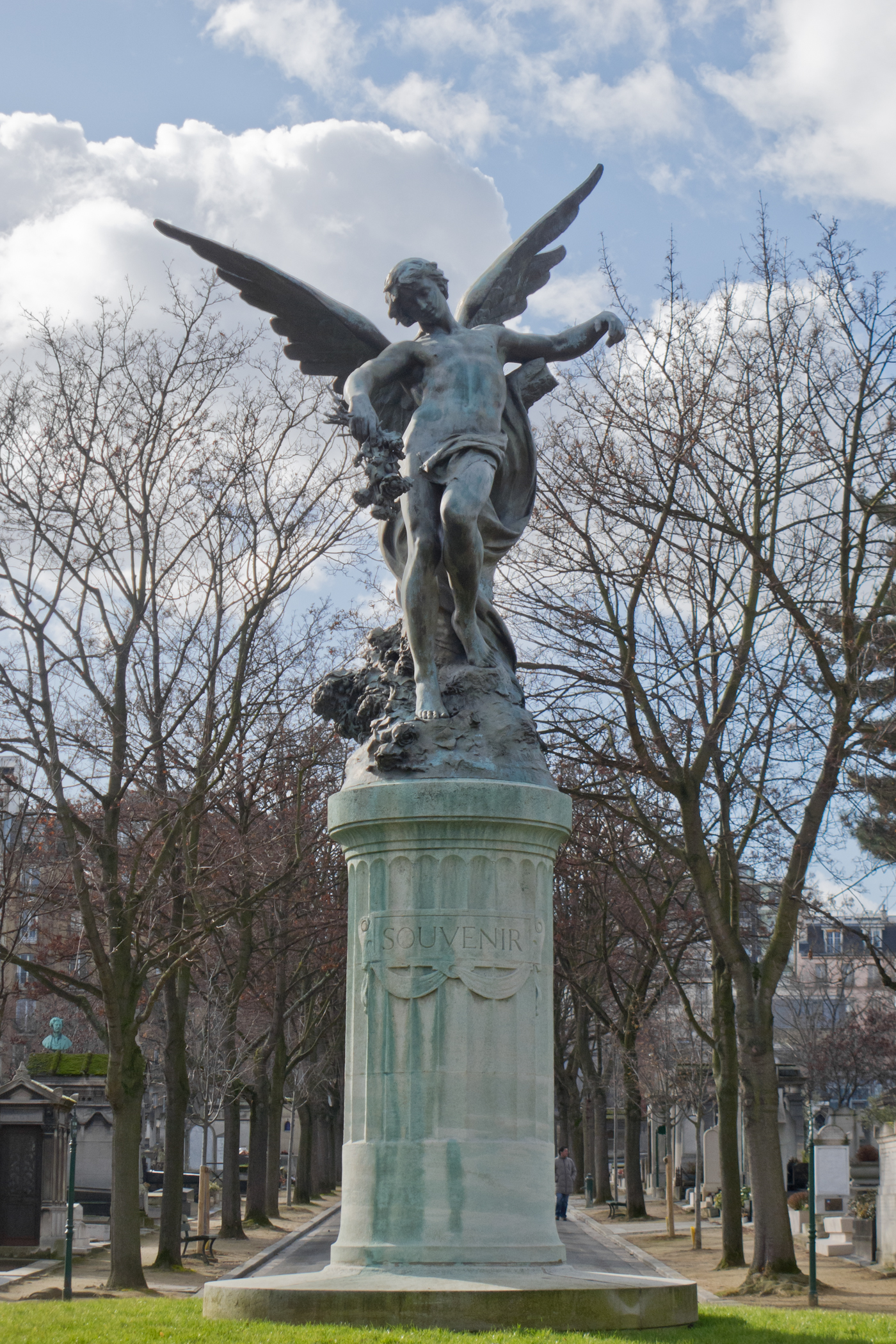
Génie du sommeil éternel.
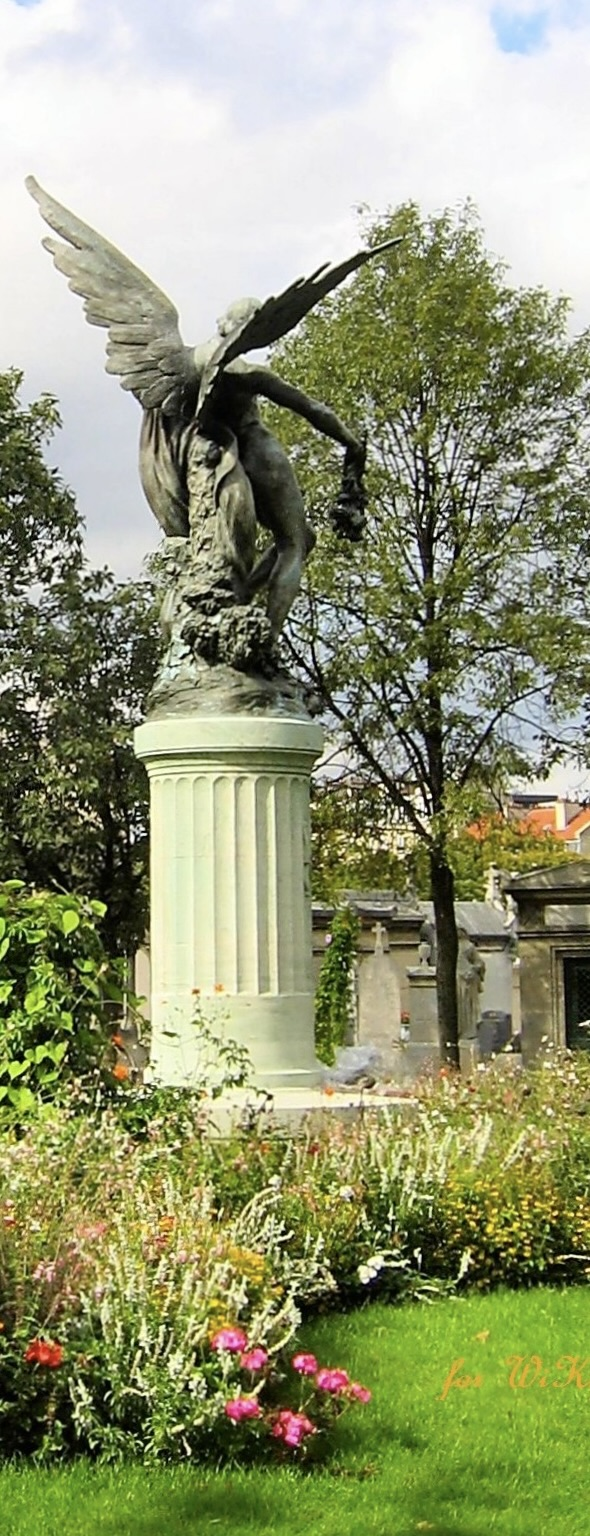
El Genio del Sueño Eterno, en París
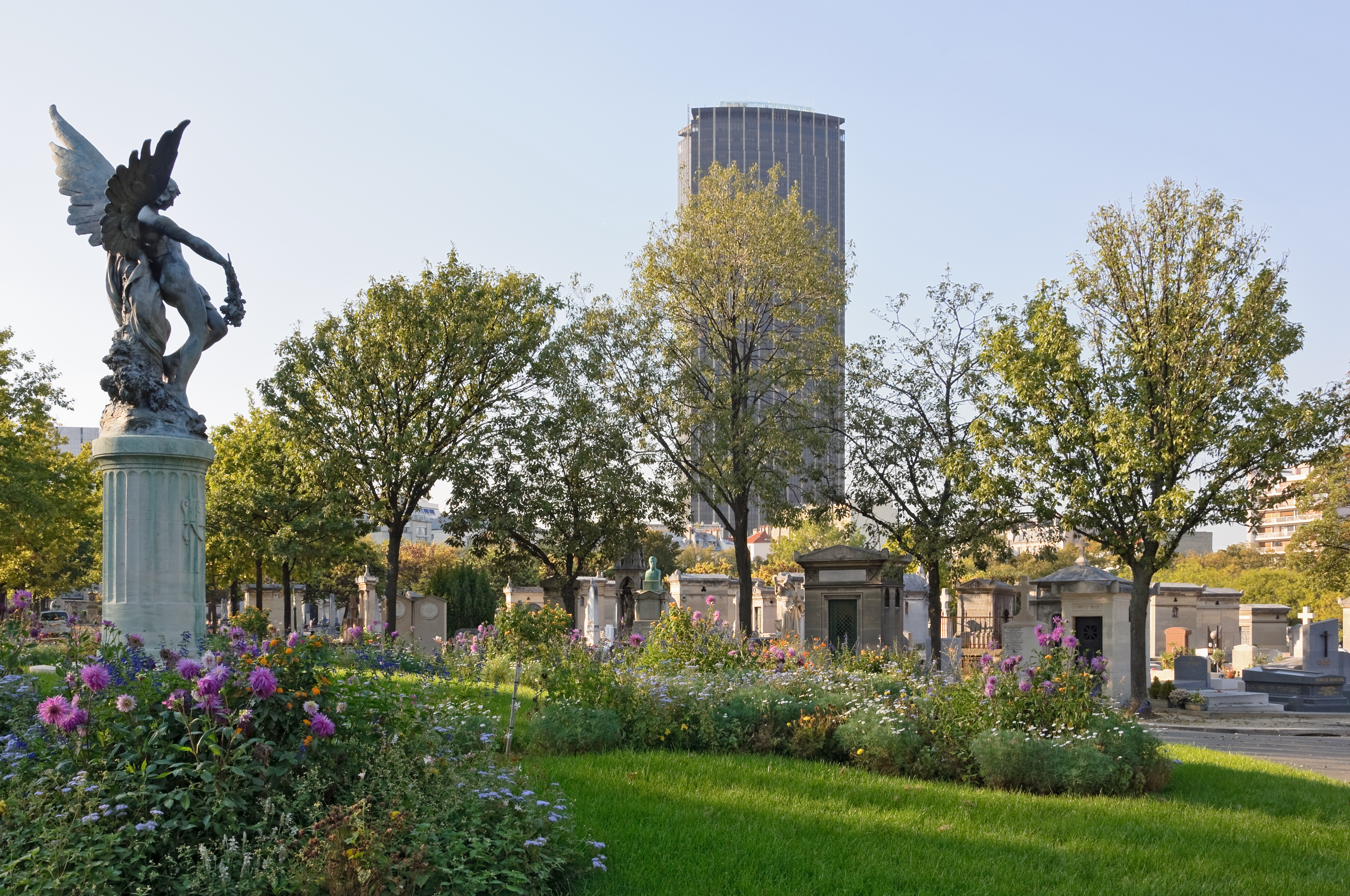

- Le Génie de la lumière - El Genio de la Luz, Museo de las Bellas Artes de Nantes, hacia 1902, yeso[2]
- Joies de la Famille - Las alegrías del hogar , en el jardín del Luxemburgo. 48°50′41.90″N 2°19′59.70″E / 48.8449722, 2.3332500. El yeso de este grupo escultórico fue presentado en el salon de 1885 (n°3557) , bajo el título de "Bonheur". El mármol fue presentado en la Exposición Universal de París de 1889 (n°1775) con el título actual.[3]

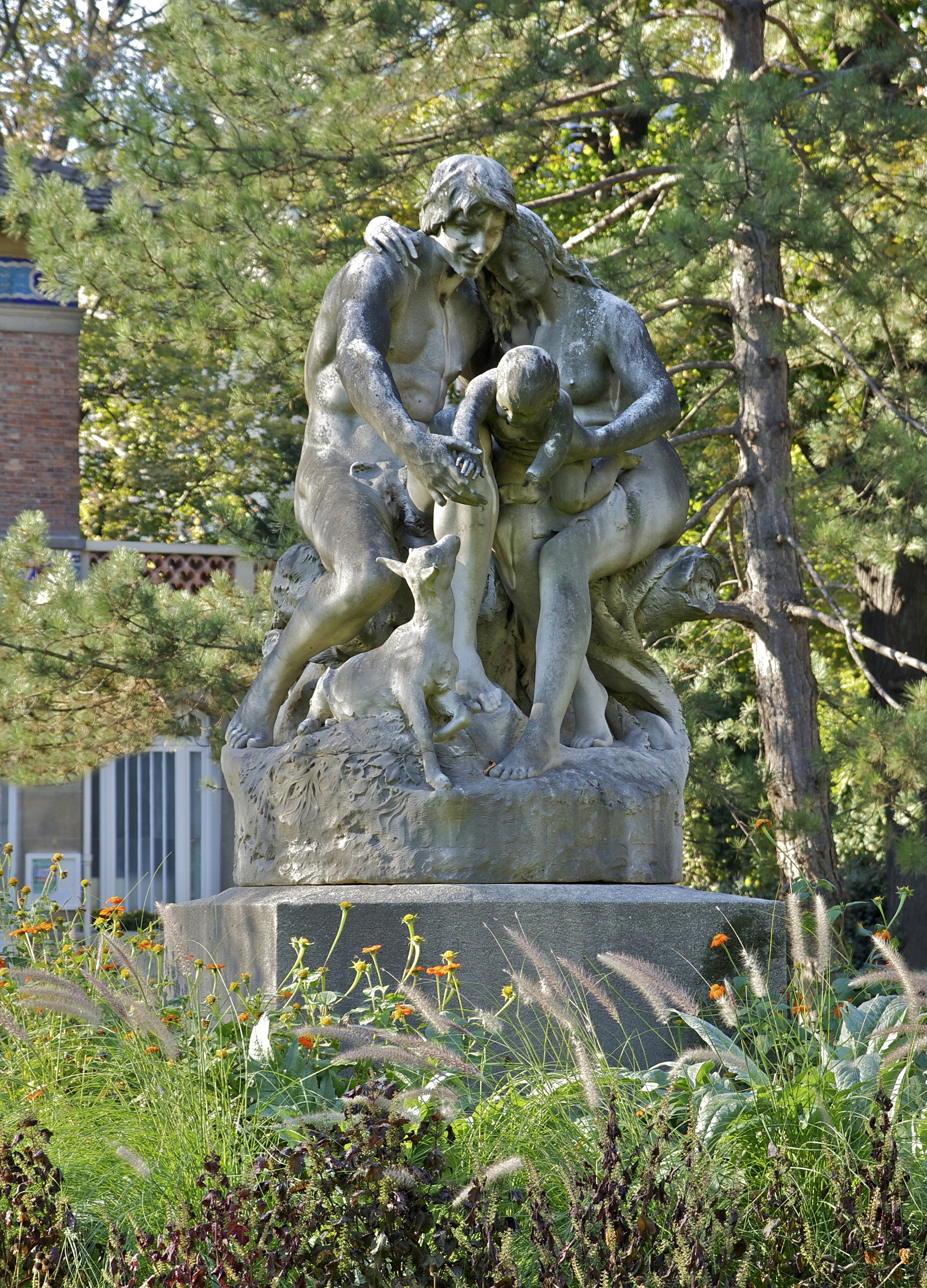

El Museo Nacional de Bellas Artes de Chile, conserva una escultura original de este escultor titulada Le Rocher et la Mousse - La Roca y el Musgo